# Imelda Cajipe-Endaya
Imelda Cajipe-Endaya (Manille, 1949) est une artiste philippine spécialisée dans la gravure, peintre, les techniques mixtes et les installations, ainsi qu'une commissaire d'exposition et une organisatrice de projets artistiques.
Elle est également l'autrice de divers textes et livres, ainsi que la cofondatrice de Kasibulan, un collectif d'artistes aux Philippines. À l'origine de Pananaw, le journal philippin des arts visuels, elle en a été la première rédactrice en chef.
Imelda Cajipe-Endaya est devenue une figure majeure des mouvements féministes et de libération nationale philippins et de l'art philippin. Son plaidoyer en faveur des femmes s'articule autour de l'histoire et de la culture philippines.

## Biographie

### Jeunesse et formation
Imelda Cajipe-Endaya naît à Manille le 16 septembre 1949. Son père, Pedro M. Cajipe, a survécu à la Marche de la mort de Bataan et sa mère, Felipa Baisas, fille de Francisco E. Baisas (en), est pharmacienne et professeure de chimie. L'œuvre de Cajipe-Endaya est née de la période d'effervescence des années 1960 et 1970 aux Philippines. Cette période a été caractérisée par un bouleversement et un réveil sociopolitiques en réponse à la déclaration de la loi martiale aux Philippines, à la guerre du Viêt Nam et à une succession de crises économiques, ce qui a grandement influencé son art et son engagement dans les mouvements de libération des femmes et du peuple aux Philippines
Elle fréquente le lycée des beaux-arts de l'université des Philippines à Quezon City, où elle obtient une licence en art publicitaire en 1970 et étudie l'histoire et la critique de l'art en 1976-1977. En 1976, elle réalise une série de gravures liées à l'identité contemporaine des Philippines, qu'elle nomme Ninuno. Après avoir obtenu son diplôme, elle se consacre principalement à la production de calligraphies et d'eaux-fortes, influencée par des artistes tels que Benedicto Cabrera et Ofelia Gelvezón-Téqui. En 1979, elle reçoit la médaille d'or en gravure de l'Art Association of the Philippines. Elle commence à peindre à l'huile en 1981. Deux ans plus tard, elle réalise un tableau intitulé Pasyong Bayan (La passion d'une nation), qu'elle décrit comme l'expression de « la rage du peuple contre les violations des droits de l'homme perpétrées par un régime dictatorial qui a entraîné la perte de nos libertés démocratiques ».[réf. souhaitée]

### Carrière
Après ses études, Cajipe-Endaya occupe un emploi à temps partiel en tant que chercheuse d'archives et écrivaine tout en fondant une famille. L'exposition de gravures qu'elle organise en 1979 est saluée par la critique[réf. nécessaire]. En 1980, Imelda Cajipe-Endaya est classée parmi les dix meilleurs graveurs par un panel de critiques. En 1987, elle cofonde Kasibulan, un collectif de femmes artistes, dont elle a été la première présidente.
Elle expose aux Philippines et à l'étranger, organisant elle-même de grandes expositions et menant des initiatives innovantes en tant qu'organisatrice, travailleuse culturelle et écrivaine.
Dans les années 1990, Cajipe-Endaya commence à travailler à l'acrylique et reçoit un certain nombre de prix, notamment le prix spécial de la pré-biennale de Cheju en Corée en 1995, le prix Araw ng Maynila pour la peinture en 1998 et RP Centennial Honors for the Arts en 1999.[réf. nécessaire]
De 2005 à 2009, elle vit aux États-Unis avec son mari Simplicio, économiste et consultant en projets. Elle reçoit le prix de la Fédération des arts du comté d'Orange de New York en 2005 et 2006 et le prix de l'American Society of Contemporary Artists à New York en 2009.[réf. nécessaire]
En 2017, elle réalise une grande peinture murale intitulée Upheaval, qu'elle décrit comme « nécessaire pour libérer le peuple des maux sociaux actuels » et comme une sorte d'auto-transformation.

## Œuvre

### Identité
Depuis le début de sa carrière, Imelda Cajipe-Endaya mélange des matériaux et des formes indigènes philippins à de nouvelles formes afin d'intégrer son engagement social à sa pratique artistique. Une grande partie de son travail consiste à utiliser des objets recyclés et trouvés. En tant que chercheuse en archives et écrivaine, elle découvre des documents historiques et religieux tels que la Doctrina Christiana, la Doctrina China et le Boxer Codex, qui datent du XVIe au XIXe siècle, époque à laquelle les Philippines étaient une colonie de l'Espagne. Son utilisation d'images d'ancêtres philippins provenant de ces sources coloniales était une exploration artistique des racines indigènes du pays.
L'artiste aborde également la question de l'impérialisme américain à travers ses œuvres qui intègrent des images et des récits suggérant l'influence d'Hollywood, de la télévision américaine, de la musique pop et de la mode — un véritable bombardement culturel. Ces œuvres dépeignent les tensions inévitables entre les cultures coloniales et indigènes, comme l'illustre une œuvre ancienne (1979) intitulée Saan Ka Nanggaling, Saan Ka Darating ? (Où avez-vous été, où allez-vous ?). À travers des images de silhouettes effacées ou floues sur un fond d'écritures en espagnol éparses, cette œuvre suit les changements culturels complexes vécus par une femme indigène et souligne la nécessité pour la société philippine d'établir son identité culturelle.

### Expérience de la diaspora philippine et du déplacement
Les œuvres d'Imelda Cajipe-Endaya explorent également l'expérience hétérogène de la diaspora philippine. En lien avec le thème de l'identité philippine, elle explore également l'expérience des travailleurs migrants philippins. En 1981, elle produit une série de peintures de réalisme social (es) qui représentent des épouses et des mères témoins du phénomène néolibéral de l'exportation de la main-d'œuvre, du déplacement des cultures indigènes en raison de la technologie et de l'agriculture. Son engagement dans les mouvements de protestation s'approfondit ensuite lorsque ses œuvres commencent à explorer les thèmes des droits de l'Homme, de la pauvreté et des problèmes nationaux. On peut le voir dans son œuvre Pasyong Bayan (La passion d'une nation, 1983), qui parle de la lutte du peuple contre la militarisation des Philippines et les injustices de la loi martiale sous la dictature du président Marcos, facilitée par l'impérialisme américain. L'utilisation de périodiques, d'autocollants, de reproductions d'art et de textes lui permet d'éclairer les questions et les luttes sociales, politiques, environnementales et économiques nationales. Elle approfondit ses recherches sur la gravure philippine depuis le XVIIe siècle et sur la mythologie philippine (en) locale. Ses œuvres explorent l'expérience de la colonisation en cours, « l'Armageddon » de l'occupation philippine continue et la modernisation inappropriée, ainsi que le traitement des traumatismes de ces luttes.
Les œuvres de l'artiste se sont encore renforcées en analysant les problèmes et les luttes auxquels sont confrontées les femmes philippines, notamment le phénomène des mariées par correspondance (en), la justice pour les femmes de réconfort de la première Guerre mondiale, l'exportation de la main-d'œuvre féminine et les droits des enfants. Elle explore la manière dont les femmes philippines apportent leur culture partout où elles vont sous forme de symboles et de signes, dans l'espoir de surmonter la séparation et la solitude. Dans cette partie de son œuvre, elle utilise l'iconographie et les éléments religieux, notamment les scapulaires, les icônes saintes, les agimats (en) (des figures d'amulettes) et parfois les livres. On peut le voir dans son œuvre Foreign Domestic Work (1995), où le sol est jonché de textes sur les problèmes spécifiques rencontrés par les travailleurs domestiques et dont les solutions sont épelées sur la planche à repasser d'une femme. Son utilisation des objets quotidiens de la maison est visible dans ses assemblages de médias mixtes où elle utilise le nipa et le sawali du bahay kubo, ainsi que des vêtements, des walis (balai), le châle de sa grand-mère, la veste en denim de son mari, le châle de sa grand-mère et ses propres chaussures perlées. Ce faisant, elle transmet également son anecdote personnelle, son point de vue ou son expérience. Son expérience en tant que femme philippine migrante est également visible dans son travail, puisqu'elle a elle-même quitté Manille pour s'installer à New York au début des années 2000. Les installations de Cajipe-Endaya sont à la fois immensément personnelles, mais elles transmettent également des perspectives qui sont fondamentalement collectives.

### Espoir et autonomisation
Outre la communauté et la lutte, les œuvres d'Imelda Cajipe-Endaya entourent également le thème de l'autonomisation et de l'espoir. Tout au long de ses œuvres, elle recherche des héroïnes et des héros, trouvant son inspiration dans les activistes contre le régime Marcos martyrisés, les révolutionnaires de la lutte pour l'indépendance des Philippines de la fin du XIXe siècle et les femmes artistes inconnues. De cette façon, elle espère se connecter et connecter les spectateurs avec les femmes qu'elle admire, et créer un réseau d'alignement avec les corps des héroïnes qui sont séparés par la géographie et l'histoire. Dans l'une de ses œuvres, Tanong ni Totoy (1981), le thème de la libération de l'anxiété liée à l'enfermement des femmes après qu'elles ont aspiré à cette liberté est véhiculé. Ses œuvres évoquent également l'implication des femmes dans l'obtention de réformes concernant les droits des travailleurs, les ressources agricoles et la propriété foncière après le renversement de la dictature de Marcos. Dans les années 1990, ses œuvres se concentrent davantage sur le pouvoir des femmes et leur force. On peut le voir dans son œuvre There's a Filipina in Albania : A Stronger Woman Emerges (1999). C'est à cette époque qu'elle exerçait elle-même sa forte présence à la fois aux Philippines et dans le monde de l'art mondial. Imelda Cajipe-Endaya parle également de l'importance du maintien de la sagesse indigène à une époque de modernisation inappropriée et de domination coloniale. Ses œuvres explorent en grande partie le rôle central des femmes philippines et de l'art dans la guérison des blessures de la nation, tant sur le plan personnel que collectif.[réf. souhaitée]

## Activité féministe et politique
L'activisme d'Imelda Cajipe-Endaya a débuté dans les années 1960 à l'université des Philippines en tant qu'étudiante en beaux-arts. Elle s'est engagée dans la politique étudiante en raison de son mécontentement croissant à l'égard du régime Marcos. Cajipe Endaya continue de jouer un rôle dans l'organisation et la défense des droits des femmes, ainsi que dans la lutte contre les maux sociaux, dans son pays et à l'étranger. Cela se voit dans son art, ainsi que dans sa contribution majeure au Kasibulan (nom complet : Kababaihan sa Sining at Bagong Sibol na Kamalayan, soit « Les femmes dans l'art et la conscience émergente »), et au Pananaw qui a permis des changements dans les domaines esthétiques de l'art aux Philippines, ainsi que dans les domaines sociopolitiques pour lesquels les artistes, les femmes et les Philippins sont engagés.

### Émergence de la conscience féministe aux Philippines
Les années 1970 et 1980 aux Philippines sont reconnues comme un tournant historique, car elles ont vu l'émergence d'un groupe de femmes qui a redéfini les bases de la lutte des femmes pour l'autonomisation. Que ce soit consciemment ou non, le groupe s'est aligné sur le projet féministe au cours de cette période et une génération de femmes artistes occupait désormais des postes importants en tant qu'enseignantes, administratrices, travailleuses culturelles et artistes. Que ce soit à titre individuel ou au sein d'un collectif, Imelda Cajipe-Endaya est considérée comme une femme importante issue du groupe. Manuel Rodriguez Sr. a organisé des ateliers de gravure auxquels Cajipe-Endaya a participé avec d'autres femmes artistes des Philippines, notamment Brenda Fajardo, Ofelia Gelvezón-Téqui, Adiel Aevalo, Florencia Mota, Jo Escudero, Petite Calaguas, Imelda Nakpil, Ivi Avellana-Cosio, Nelfa Querubin, Mercedes Lising, Vinia Avanceña, Lita Perez, Evelyn Collantes, Rhoda Recto, Flora Mauleon et Lorn Figueroa. Le premier conservateur de musée du Centre culturel des Philippines, Roberto C. Rodriguez (plus connu sous le nom de Chabet), a remis en question la notion d'établissement de l'art sous le régime de Marcos, qui revendiquait le progrès, l'identité nationale et la légitimité. En dehors de ce travail initié par Rodriguez senior et Chabet, il y a également eu une mise en place de toutes les organisations de femmes autour de l'art. Parmi elles, Kasibulan et Kalayaan (nom complet : Katipunan ng mga Kabaihan para sa Kalayaan, soit « Organisation des femmes pour la liberté »). Ces organisations se sont formées à la fin des années 1980, lorsque la résistance politique et la radicalisation contre le régime autoritaire étaient à leur apogée.
D'autres groupes ont émergé pour répondre à un large éventail de préoccupations allant de la participation politique à la santé en passant par la culture. Les groupes qui ont émergé ont travaillé pour critiquer et continuer à critiquer les maux sociaux, rejoignant ainsi la lutte plus large pour le changement politique et social. Il s'agissait notamment du groupe révolutionnaire clandestin Makibaka (nom complet : Malayang Kilusan ng Bagong Kababaihan, soit « Mouvement libre des nouvelles femmes ») qui a vu le jour peu avant que le président Ferdinand Marcos ne déclare la loi martiale en 1972. Parallèlement à la formation de ce groupe, il y a eu le mouvement GABRIELA, le Conseil de la santé primaire, le Concerned Artists of the Philippines Women's Desk (Artistes intéressées du Bureau des femmes des Philippines) et le Bureau des femmes du Centre culturel du gouvernement des Philippines. Le Concerned Artists of the Philippines Women's Desk a contribué à mettre en valeur les talents de femmes qui, à l'époque, étaient à l'avant-garde des initiatives de croissance, notamment Imelda Cajipe-Endaya. De ces coalitions sont nées des discussions sur la pratique et la théorie féministes, pour lesquelles Kasibulan continue de soutenir les artistes qui expriment une conscience féministe à travers leurs œuvres.

### Kasibulan
La période d'effervescence a également été marquée par la création d'organisations exclusivement féminines, comme Kasibulan, dont Imelda Cajipe-Endaya a été la présidente fondatrice. Enregistré légalement en 1989, ce collectif était fondé sur le partage, la fraternité et la solidarité. Le collectif a lancé des stratégies d'autonomisation des femmes, issues de discussions avec des femmes de différentes professions. Avec le nouvel espace démocratique qui s'est ouvert après le démantèlement de la dictature de Marcos à la suite de l'assassinat d'Aquino, le groupe a permis aux femmes d'occuper ces espaces. Le projet principal de Kasibulan comprenait la création de la représentation et de la visibilité des femmes artistes, ainsi qu'un lien fraternel entre elles. Elles ont également remis en question les canons de l'art, ainsi que les stéréotypes et les paramètres courants entourant les artistes et leurs rôles. Le collectif a élargi le nombre de ses membres et a dépassé les frontières en tant que femmes et artistes au sein du milieu universitaire, et a plaidé pour les droits des femmes, au-delà du domaine de l'art. Les expositions du groupe ont mis en avant l'importance et l'excellence des femmes, brisant la primauté des « beaux-arts » sur l'art « indigène » ou « folklorique ». D'autres expositions, telles que « Filipina Migranteng Manggagawa » (Travailleuses migrantes philippines), ont mis en œuvre un plaidoyer, une discussion et une analyse de l'actuelle diaspora philippine de travailleuses. Elles ont également travaillé avec des femmes de Paete, dans le sud de Luçon. Un échange d'esthétique et de pratique culturelle a eu lieu et a créé une pratique artistique locale alternative qui défie et transforme les industries touristiques et culturelles de l'État, car elle a été financée par la Commission nationale pour la Culture et les Arts (NCCA). Les œuvres de Cajipe-Endaya combinent des poupées taka de Paete, où elle vit, pour produire de nouvelles images de femmes tout en défiant les frontières entre beaux-arts et art populaire. Le groupe et les œuvres de Cajipe-Endaya montrent un récit qui est créé par la sororité et la solidarité atteintes entre les personnes par le biais d'interactions de relations les unes avec les autres à travers des expériences communes de bouleversements et de succès.

### Pananaw
Imelda Cajipe-Endaya a également créé Pananaw, financée par la NCCA. Elle était membre de la commission des arts visuels, constituée en vertu de la loi qui a créé la NCCA en tant qu'organe culturel clé relevant du bureau du président. La NCCA s'est attachée à créer le changement à partir de la base, en s'appuyant sur le travail bénévole, avec des artistes pratiquants de différentes disciplines et des communautés indigènes philippines du nord et du sud des Philippines. Un certain nombre de volontaires ont trouvé leur participation dans l'élaboration des politiques et la gestion du gouvernement, mais en tant que travailleurs culturels, ils ont été maintenus en second plan à cause de la « politique dure ».
Cajipe-Endaya a travaillé avec Paul Zafaralla, au sein du sous-comité Documentation, Recherche et Publications du groupe, afin de formuler le projet du comité Arts visuels : Pananaw. Il s'agissait du premier journal d'art philippin de ce type, qui s'efforçait de changer et de résister à la production et à l'écriture artistiques « centrées sur Manille, axées sur le marché et influencées par les maîtres de l'art » que l'on trouvait aux Philippines à l'époque et qui excluaient une grande majorité des œuvres produites et exposées dans le pays. Cajipe-Endaya a négocié avec un large éventail de personnes issues de différentes pratiques idéologiques et géographiques pour parvenir à un accord sur la création de Pananaw. La revue est ensuite devenue à but non lucratif en raison de la contingence des figures organisationnelles et de l'évolution des tâches au sein de la structure du comité. L'organisme à but non lucratif est passé d'un groupe purement dirigé par des artistes à un groupe travaillant avec des critiques, des gestionnaires de la culture, ainsi que des galeristes, afin de créer des discours productifs entre les acteurs du monde de l'art. Dès le deuxième volume, Cajipe-Endaya s'est retiré du poste de directrice de projet, permettant ainsi le fonctionnement autonome de Pananaw, grâce à l'élan de jeunes éditeurs, écrivains et artistes qui ont permis l'intersection entre différents courants de création de sens. Cajipe-Endaya parle du rôle de Pananaw pour situer les discours dans les paramètres et les périphéries, ce qui crée des échanges dynamiques entre les artistes et les universitaires pour que les individus, la nation et l'art s'épanouissent.